# デルフィン・デルリュ
デルフィン・オーロー・デルリュ（英語: Delphine Aurore Delrue、1998年11月6日 - ）は、フランスの女子バドミントン選手。BWF世界ランキング最高位は5位。

## 経歴
混合ダブルスでトム・ジケルとペアを組む。
2023年の中国オープンでは、準々決勝で世界ランク2位の渡辺勇大 / 東野有紗を破り、そのまま決勝に進出。決勝では徐承宰 / 蔡侑玎に敗れるが、BWFワールドツアー最高峰の大会で準優勝を果たした。
2024年、ヨーロッパ選手権では、決勝で世界ランク10位のマシアス・クリスティアンセン / アレクサンドラ・ボイエを破って優勝した。